# Либерман, Евгений Яковлевич
Евгений Яковлевич Либерман (22 ноября 1925, Москва — 5 августа 2003, там же) — советский и российский пианист, музыкальный педагог, профессор Российской академии музыки имени Гнесиных, представитель Нейгаузовской школы фортепианного искусства. Автор книг и научных работ по фортепианному мастерству.

## Биография
Родился в Москве 22 ноября 1925 года в еврейской семье. Отец Яков Абрамович Либерман (1889—1965) был экономистом, работником Наркомата (Министерства) коммунального хозяйства; мать Анна (Сарра) Михайловна Либерман (1895—1987) — домохозяйка.
Вся жизнь Евгения Либермана связана с комплексом музыкальных учебных заведений имени Гнесиных. Учился в Московской средней специальной школе имени Гнесиных в классе Евгении Борисовны Геккер. В начале Великой Отечественной войны Евгений Либерман, которому ещё не исполнилось 16 лет, оказался вместе с Гнесинской школой в эвакуации в Ташкенте, где на короткое время стал учеником крупного ленинградского педагога Леонида Владимировича Николаева.
По достижении 18-летнего возраста Евгений Либерман был призван в Советскую Армию и в 1944—1946 годах служил на Балтийском флоте. В боевых действиях участия не принимал. Награждён медалью «За победу над Германией в Великой Отечественной войне 1941—1945 гг.»
После демобилизации в 1946 году Евгений Либерман поступил в Музыкально-педагогический институт имени Гнесиных (название Российской академии музыки имени Гнесиных с 1944 по 1992 год) в класс профессора Генриха Густавовича Нейгауза. Окончив ГМПИ им. Гнесиных в 1950-м году, Евгений Либерман сразу начал свою преподавательскую деятельность на кафедре специального фортепиано — сначала в Училище, а затем, с 1959 года —  Институте им. Гнесиных. В 1977 году стал доцентом, а в 1986 — профессором кафедры специального фортепиано. Преподавательской работой в Академии имени Гнесиных Евгений Яковлевич занимался до конца жизни, хотя в последние годы был тяжело болен.
В 1991—1992 годах Е. Я. Либерман работал в Израиле в музыкальной Академии Тель-Авивского университета (теперь Buchmann-Mehta School of Music).
Умер 5 августа 2003 года, похоронен на Донском кладбище в Москве.

## Педагогика и концертная деятельность
Ученик Генриха Нейгауза, Евгений Либерман — один из ярких продолжателей нейгаузовской школы фортепианного исполнительства.

Из очерка С. Грохотова о Евгении Либермане «За роялем с Евгением Либерманом» (цитируется по изданию «Генрих Нейгауз и его ученики» Издательство Классика — XXI, Москва 2007) 
«… достаточно бывает одной подсказанной учителем детали — поворота кисти, опоры на тот или иной палец или мысленной группировки звуков — и неловкости как не бывало.
Либерман был истинным чародеем в механике фортепианной игры. Казалось, он знал решения всех самых заковыристых двигательных вопросов и проблем. … Известно, сколь важную роль в музыкальных занятиях играет непосредственный показ педагога за инструментом … от игры его шел удивительный эмоциональный посыл. Довольно было нескольких тактов, сыгранных восторженно, с накалом и увлеченностью, чтобы не на шутку „разжечь“ ученика… В этих показах прежде всего поражало качество звучания, удивительный колорит (причем на самых дурных и разбитых инструментах) — это казалось непостижимым.

… Вспоминается: профессор с учеником в классе. Поздний вечер. Учитель в страшном увлечении — неистовый, „распаленный“ Бетховеном или Шопеном…»
Евгений Либерман выступал с мастер-классами во многих городах Советского Союза (среди них, Магнитогорск, Челябинск, Новомосковск, Воронеж, Кострома и другие), а также записал ряд озвученных пособий с исполнением и методическими комментариями.
Евгений Либерман — автор более пятидесяти научных работ на разные темы фортепианного исполнительства, а также рецензий на выступления знаменитых музыкантов (среди прочих, Эмиля Гилельса ,Екатерины Новицкой и Евгения Кисина)
Статьи Евгения Яковлевича регулярно публиковали журналы «Советская музыка» и «Музыкальная жизнь»
Концертную деятельность Евгений Либерман начал рано, выступая ежегодно с сольными концертами в Москве и других городах бывшего СССР.
Критики отмечали широту и разнообразие концертного репертуара Евгения Либермана, изысканный вкус в составлении программ сольных концертов.
Евгений Либерман стал первым в СССР исполнителем всех фортепианных сонат и фантазий Моцарта в одном сезоне (1964-65).

Из сборника «Современные пианисты»: 
"Педагогика оставляет Либерману сравнительно немного времени для активной концертной работы, хотя выступления пианиста, как в Москве, так и в других городах, обыкновенно привлекают внимание слушателей и содержательностью программ, и самостоятельностью подхода к решению интерпретаторских проблем. Естественность, красота звучания, зрелое понимание стиля — все эти черты, на которые указывают рецензенты, вполне рельефно проявляются в его подходе к традиционным репертуарным пластам. Он часто играет Моцарта и Бетховена, Шуберта и Дебюсси, Прокофьева и Шостаковича. «Либерман — музыкант мягкий, тонкий, пишущий свои звуковые образы скорее акварелью, чем маслом,- читаем в журнале „Советская музыка“.- Предельная точность его музыкального мышления, неслучайность исполнительских интонаций при всей законченности технического оформления граничат иногда с некоторой дидактичностыо… Резюмируя, следует отметить качества, присущие пианисту,- ясность исполнительских намерений, прекрасное звучание рояля в piano, тонкую педализацию».

При всём том стоит обратить внимание и на репертуарную пытливость музыканта. Можно вспомнить, к примеру, что в одну из своих концертных программ он включил целый ряд интересных образцов фортепианной литературы XX века — сочинения Э. Вила Лобоса, А. Онеггера, Ф. Пуленка, Д. Мийо. 

## Ученики
Среди учеников Е. Я. Либермана — музыканты-педагоги: Мусорин Олег Чарович (Профессор Кафедры камерного ансамбля и квартета Российской академии музыки имени Гнесиных),
Тихомиров Иван Анатольевич (Старший преподаватель Кафедры фортепиано Российской академии музыки имени Гнесиных), Грохотов Сергей Владимирович (Профессор кафедры истории и теории исполнительского искусства Московской консерватории), Джангваладзе Андрей Юрьевич (Доцент кафедры компьютерной музыки Российской академии музыки имени Гнесиных) и другие, а также — концертирующие пианисты-исполнители, среди них джазовый пианист Даниил Крамер.

## Семья
- Первая жена (до 1969 года) — Берта Львовна Кременштейн (1923—2008), пианистка и музыкальный педагог[3].
  - Сын — Павел Любимцев (род. 1957), актёр и писатель.
- Вторая жена — Марина Абеловна Арзуманова (род. 1946), музыкальный педагог.
  - Дочери — Карина Евгеньевна Арзуманова (род. 1971), филолог и радиоведущая, жена пианиста Евгения Кисина; Марианна Евгеньевна Арзуманова (род. 1977), театральный режиссёр.

## Записи
- Евгений Либерман комментирует исполнение сонат Моцарта (Озвученное пособие: исполнение и методический комментарий. Моцарт. Фортепианные сонаты си бемоль мажор К.281 и си бемоль мажор К.570. Фирма «Мелодия» Пластинки.)
- 24 прелюдии Д. Шостаковича op. 34 — 1961 (Шостакович. Прелюдии соч. 34 Фирма «Мелодия», пластинки. Озвученное пособие: исполнение и методический комментарий)

## Книги
- «Работа над фортепианной техникой» 1971 г. Издательство «Музыка» (неоднократно переиздавалась) Переведена и издана на японском, чешском и сербском языках.

- «Творческая работа пианиста с авторским текстом» 1988 г. Издательство «Музыка» (многократно переиздавалась)
- «Фортепианные сонаты Бетховена. Выпуски 1, 2, 3, 4. Анализ особенностей музыкального содержания и формы всех фортепианных сонат Бетховена». Издательство «Музыка» Москва 2003 г. и 2005 г.

## Статьи
- «Шопеновская программа С. Нейгауза». Журнал «Советская музыка» N 12, 1965 г.
- «Самобытность, новизна взгляда» (концерт Е. Новицкой). Журнал «Советская музыка» N 10 1976 г.
- «Художник — мыслитель» (на концертах Эмиля Гилельса). Журнал «Советская музыка» N 6 1978 г.
- «О Жене Кисине» 1984 г. Аннотация к пластинке фирмы «Мелодия» (первый сольный диск пианиста Евгения Кисина)
- «Женя Кисин» в журнале «Мелодия» N 1, 1985 г.